# Googleのロゴ

現在のGoogleのロゴ。2015年9月1日から採用されている。

Googleのロゴは、あらゆる場面に登場して、世界最大の検索エンジンを提供する企業であるGoogleの認知度を高めている。Googleはこれまでにさまざまなデザインを採用してきたが、その原型はセルゲイ・ブリンがGIMPを使用して作成したロゴにある。Googleのロゴを一躍有名にしたのは、1999年から2013年まで若干の修正を経ながら使われた、デザイナーのルース・ケダルがデザインしたロゴである。ケダルによるロゴ（ワードマーク）は、Catull（カトゥルス）というフォントをベースにしている。2023年9月の時点で使われているロゴは、2015年9月1日に公開されたものである。
Googleのロゴは、さまざまにアレンジされたりユーモラスなデフォルメがされており、例えば、記念日や有名人の誕生日やオリンピックのような一大イベントにあわせたデザインが発表されている。この特別なロゴは、グラフィックアーティストのデニス・ファンも一部を手がけており、Google Doodleの名称で知られるようになっている。

## 歴史
フォントにバスカヴィル・ボールド（Baskerville Bold）が使われたオリジナルのロゴでは、1文字目のGが緑色だった。1998年、ラリー・ペイジがフリーソフトのGIMPを使って「Google」の文字をデジタル化した。書体も変更され、Yahoo!のロゴをまねて、末尾にエクスクラメーション・マークが追加された。
1999年5月から使われている、グラフィック・デザイナーのルース・ケダルがデザインしたロゴは、Googleのロゴとして定番デザインとなった。そのケダルは「色という色を大量に組み合わせた」と創作の過程を回想している。そして「結局はプライマリーカラー〔赤・黄・青の三原色〕に立ち戻ることになったけども、まったく同じ組み合わせにはせず、Lの色はセカンダリーカラー〔緑などの等和色〕にした。Googleはルールに従わない、という哲学を思い起こさせるようにだ」。カトゥルスというフォントを使った理由についてはこう説明している。「過去の美しいフォントの歴史を受け継ぎながら、同時に非常に現代的で、ある意味で驚きをあたえるような形を持つフォントをさがしていた」「ステムやアセンダ、ディセンダが非常にエレガントで、セリフはただひたすらに精緻であることが本当に気に入っていて、ぱっと目に入っただけで明らかにこれまでに見たことがないフォントであることも自分にとっては重要だった」
2010年、Googleのロゴは、1999年5月31日以降では初となる大幅なリニューアルがほどこされた。新しいロゴは2009年11月8日に試験的に導入され、2010年5月6日に正式にローンチされた。 このリニューアルでは直前のロゴと同じ特徴的な書体を継承しつつ、Oは黄色からよりオレンジがかった色に変更され、シェーディングのスタイルも変わって影がより薄くなった。2013年9月19日には、わずかに配色を変更した新しい「フラットな」（平面的な）ロゴが導入された。2014年5月24日、Googleのロゴはまた若干のアップデートがほどこされ、2番目のGがほんのわずかに右に移動し、Iもほんのわずか右下に位置が調整された。
2015年9月1日、Googleは複数のデバイスで横断的に使用するためにデザインした「新たなロゴであり家族としてのアイデンティティー」となるロゴを導入したものの、その評価は賛否両論だった 。この新しいロゴは文字の色に変更はなかったが書体が変更されたことでも有名である。現代的かつ幾何学的なサンセリフ体であるプロダクト・サンズが採用されているが、この書体はGoogleが自社で開発したものであり、親会社のAlphabetのロゴにも使われている。
また旧式のロゴもGoogle Doodleなど一部のページでは期間限定で使われている。
- バスカヴィル・ボールド（Baskerville Bold）の書体を使ったオリジナルのロゴ。現代のものとは配色が異なり、1文字目のgが緑である。
- 最後に「エクスクラメーションマークが加わり、影も濃くなっている。文字に丸みが増し、色合いも異なる。1997年10月30日から1999年5月30日まで使われた。1文字目のGが緑から青に変わり、この配色がその後も引き継がれている。
- 書体がカトゥルスに変更。1999年5月31日から2010年5月5日まで使われた。エクスクラメーションマークがなくなり、その後も2015年8月31日まで基本デザインとなる。
- 影の幅が小さくなり、よりフラットなザインになっている。2番目のOがオレンジがかった色になった。2010年5月6日から2013年9月13日まで使われた。
- 完全にフラットなデザインとなり影もなくなった。2013年9月19日から2015年8月31日まで使われた
- 2015年9月1日から使われているロゴ。プロダクト・サンズ（Product Sans）という新しい書体が特徴だが、配色はそれまでのロゴから変更されていない。

## Google Doodle

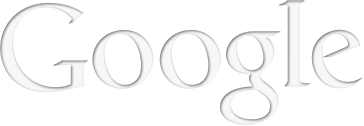
The Google big logo when a background image/doodle is set on the home page

Google Doodleの最初の作品は、1998年のバーニングマン・フェスティバルを記念したものだった。このはじめてのドゥードゥルアートは、ラリー・ペイジとセルゲイ・ブリンが、もしサーバーがクラッシュしても自分たちが（フェスティバルにでかけているため）対応できないことをユーザーに宣言するためにデザインしたものである。その後、Google Doodleは外注されるようになるが、ペイジとブリンが当時インターンだったデニス・フアンに2000年のパリ祭のためのロゴを依頼し、以降はまた内製に戻った。Googleでは、doodlers（ドゥードゥラー）と呼ばれるチームが、Doodleのデザインから公開までを担当している。

## Colorless logo

ジョージ・H・W・ブッシュの葬儀にあわせて使われていた無色のロゴ。2019年以降はあらゆる記念日にも使われている。

無色のロゴも存在し、特に悲劇的な出来事が起こった場合にその言語のローカライズ版のホームページで一定期間使用される。2010年4月にレフ・カチンスキ大統領を含んだ多数の死者を出したポーランド空軍の墜落事故を受けてポーランド版Googleのホームページに使用されたのが最初である。その数日後には青海地震の犠牲者を悼むために中国と香港版で無色のロゴが使われた。
2010年9月7日には、Google Doodleが再びグレーアウトになったGoogleのロゴに代わり、検索ワードを入力していくが1文字ずつ通常のカラフルなGoogleロゴに変わっていくという仕様になった。このギミックのちにはキーストローク・ロゴと呼ばれるようになった
無色のロゴはジョージ・H・W・ブッシュの死をうけて、2018年12月5日にも再び使用されているほか、2019年5月27日の戦没将兵追悼記念日や、エリザベス2世の死を悼んで2022年9月8日にも使用されている。

## ファビコン

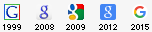
Googleの歴代のファビコン

2015年9月1日から2025年5月11日まで使用されたファビコン

2025年5月12日から使われているファビコン

1999年5月31日から2008年5月29日まで、Googleのファビコンは縦に赤、青の線、横に緑線の白囲みのなかの青い大文字のGだった。
2008年5月30日から新しいファビコンがスタートした。白の背景に青い小文字のgというデザインで、もともとはモバイルデバイスのスケーラビリティ向上のために開発された大量のアイコンの一つだった。
2009年1月9日には再びファビコンがリニューアルされた。新しいデザインでは、赤、緑、青、黄色の背景に左に寄せられた白いgが重なり、gの上、下、左端は切り取られていた。もとはブラジルのカンピーナス州立大学でコンピューターサイエンスを専攻する学生だったアンドレ・レゼンデのデザインがベースとなっている。Googleがファビコンのアイデアを募集するために2008年6月に開催したコンテストの投稿作品である。Googleの公式ブログによれば「カラーブロックの背景に白のgは、非常に認識しやすく魅力的でもあり、Googleのエッセンスをよく捉えているように思われる」".。
2012年8月13日から2015年8月31日まで使用されたファビコンは、青ベタの背景の中央に白いgを配置したデザインである。そして2015年9月1日以降は、新たなGoogleのロゴのために特注されたフォントを使った、赤、黄、緑、青に塗り分けられた大文字のGのデザインが使われている。